# Galdieria
Genre
Galdieria est un genre d’algues rouges de la famille des Galdieriaceae. 

## Liste d'espèces
Selon AlgaeBase (3 août 2013) et NCBI (3 août 2013) :
- Galdieria daedala O.Yu.Sentsova
- Galdieria maxima O.Yu.Sentsova
- Galdieria partita O.Yu.Sentsova
- Galdieria sulphuraria (Galdieri) Merola (espèce type)

Selon World Register of Marine Species (3 août 2013) :
- Galdieria sulphuraria (Galdieri) Merola, 1982